# Jaz Sinclair
Jasmine Sinclair Sabino (Dallas, 22 de julho de 1994), mais conhecida como Jaz Sinclair, é uma atriz americana conhecida por interpretar Angela em Paper Towns, Anna em When the Bough Breaks e Rosalind Walker na série Chilling Adventures of Sabrina, da Netflix.

## Carreira
Em 2013, Sinclair estrelou os dois episódios da série documental Masterclass, da HBO.
Em 2014, Sinclair interpretou o papel de Kim Carson em um episódio de Revolution, da NBC. Ela também interpretou o papel de Tasha Williams nos três episódios de Rizzoli & Isles da TNT.
Em 2015, Sinclair interpretou Angela no filme de comédia e drama dirigido por Jake Schreier, Paper Towns, junto com Nat Wolff e Cara Delevingne. O filme é uma adaptação do romance de mesmo nome de John Green, e foi lançado pela 20th Century Fox em 24 de julho de 2015.
Em 2016, Sinclair estrelou como Anna, uma mãe de aluguel, no filme de suspense When the Bough Breaks, dirigido por Jon Cassar. O filme foi lançado em 9 de setembro de 2016 pela Screen Gems.
Em 2017, Sinclair estrelou como Beatrice Bennett na série The Vampire Diaries.
Sinclair interpretou Chloe no filme de terror sobrenatural Slender Man, que foi lançado nos cinemas em 10 de agosto de 2018. Em 5 de fevereiro de 2018, Sinclair foi escalada como Rosalind Walker na série da Netflix, Chilling Adventures of Sabrina.
Em 11 de março de 2021, Sinclair foi escalada para o spin-off da Amazon Original de The Boys, Gen V.

## Filmografia
| Ano  | Título                                       | Papel          | Notas                      |
| ---- | -------------------------------------------- | -------------- | -------------------------- |
| 2009 | Into Dust                                    | Snotty Girl    | Curta, como Jasmine Sabino |
| 2011 | A Race Against Time: The Sharla Butler Story | Sharla         | como Jasmine Sabino        |
| 2013 | Ordained                                     | NYC Pedestrian |                            |
| 2015 | Paper Towns                                  | Angela         |                            |
| 2016 | When the Bough Breaks                        | Anna Walsh     |                            |
| 2017 | Fun Mom Dinner                               | Olivia         |                            |
| 2017 | Think Fast                                   | Jayme Mac      | Curta-metragem             |
| 2018 | Slender Man                                  | Chloe          |                            |
| ASA  | Please Baby Please                           |                | Pós-produção               |

### Televisão
| Ano       | Título                         | Papel            | Notas                                            |
| --------- | ------------------------------ | ---------------- | ------------------------------------------------ |
| 2013–2014 | Masterclass                    | Herself          | Documentário; 2 episódios                        |
| 2014      | VlogBrothers                   | Herself          | Documentário; 2 episódios                        |
| 2014      | Revolution                     | Kim Carson       | 1 episódio                                       |
| 2014      | Rizzoli & Isles                | Tasha Williams   | 3 episódios                                      |
| 2016–2017 | Easy                           | Amber            | Episódio: "Vegan Cinderella" & "Lady Cha Cha"    |
| 2017      | The Vampire Diaries            | Beatrice Bennett | Episódio: "What Are You?" & "I Was Feeling Epic" |
| 2018–2020 | Chilling Adventures of Sabrina | Rosalind Walker  | Elenco principal                                 |
| 2023      | Gen V                          | Marie Moreau     | Protagonista                                     |